# Ralph Sharon
Ralph Simon Sharon (Londen, 17 september 1923 – Boulder (Colorado), 31 maart 2015) was een Amerikaanse jazzzanger.

## Biografie
Sharon werd geboren in Londen uit een Engelse moeder en een in Letland geboren vader. Hij emigreerde begin 1954 naar de Verenigde Staten en werd vijf jaar later genaturaliseerd tot staatsburger. In 1958 nam Ralph Sharon op met Tony Bennett, het begin van een meer dan 50 jaar durende werkrelatie als Bennetts man achter de muziek op vele Grammy Award-winnende studio-opnamen en hij toerde vele jaren met Bennett. Hij vond I Left My Heart in San Francisco voor Bennett, een jaar nadat hij het in een bureau had gelegd en het vergeten was. Sharon ontdekte het manuscript tijdens het inpakken voor een tournee door San Francisco. Hoewel Bennett en Sharon het nummer leuk vonden, waren ze ervan overtuigd dat het alleen een lokale hit zou zijn. Het deuntje werd het kenmerkende nummer van Bennett. Sharon was op zichzelf al een jazzpianist en nam een reeks van zijn eigen albums op. Maar Sharon was vooral bekend als een van de beste begeleiders die populaire zangers ondersteunde, waaronder Bennett, Robert Goulet, Chris Connor en vele anderen. Ralph Sharon trok zich terug in Boulder, Colorado, van het werk op de weg met Bennett toen hij 80 werd en bleef optreden in het grootstedelijk gebied van Denver tot kort voor zijn dood. Tony Bennett en het Ralph Sharon Trio traden op in verschillende jazzpodia, waaronder Dazzle Restaurant & Lounge in Denver.

## Overlijden
Ralph Sharon overleed in maart 2015 op 91-jarige leeftijd.

## Discografie

### Soloalbums
- 1953: Autumn Leaves and Spring Fever
- 1954: Easy Jazz (Als The Ralph Sharon All-Star Sextet)
- 1956: The Ralph Sharon Trio (Als The Ralph Sharon Trio)
- 1956: Mr. and Mrs. Jazz (met Sue Sharon)
- 1957: Around the World In Jazz (Als The Ralph Sharon Sextet)
- 1958: 2:38 A.M.
- 1963: Modern Innovations In Country and Western Music
- 1964: Do I Hear a Waltz? (Als The Ralph Sharon Trio)
- 1965: The Tony Bennett Songbook (Als The Ralph Sharon Trio)
- 1995: Swings the Sammy Kahn Songbook (Als The Ralph Sharon Trio)
- 1996: Portrait of Harold: The Harold Arlen Songbook (Als The Ralph Sharon Trio)
- 1997: Plays the Harry Warren Songbook (Als The Ralph Sharon Trio)
- 1999: Plays the Frank Loesser Songbook (Als The Ralph Sharon Trio)
- 2000: The Magic of Cole Porter (Als The Ralph Sharon Trio)
- 2001: The Magic of Jerome Kern (Als The Ralph Sharon Trio)
- 2001: The Magic of Irving Berlin (Als The Ralph Sharon Trio)
- 2001: The Magic of George Gershwin (Als The Ralph Sharon Trio)
- 2001: Plays the Ralph Blane Songbook (Als The Ralph Sharon Quartet)
- 2007: Always: The Music of Irving Berlin

### Als sideman
Met Tony Bennett
- 1963: I Wanna Be Around
- 1964: When Lights Are Low
- 1986: The Art of Excellence
- 1987: Bennett/Berlin
- 1989: Astoria: Portrait of the Artist
- 1992: Perfectly Frank
- 1993: Steppin' Out
- 1994: MTV Unplugged: Tony Bennett (live)
- 1995: Here's To The Ladies
- 1997: Tony Bennett on Holiday
- 1998: Tony Bennett: The Playground
- 1999: Bennett Sings Ellington: Hot & Cool
- 2001: Playing with my friends: Bennett Sings The Blues

Met Johnny Hartman
- 1955: Songs from the Heart
- 1956: All of Me: The Debonair Mr. Hartman

- Biblioteca Nacional de España: XX1547247
- Bibliothèque nationale de France: cb13949182k (data)
- Gemeinsame Normdatei: 13452067X
- International Standard Name Identifier: 0000 0001 1451 051X
- Library of Congress Control Number: n93011845
- MusicBrainz: 69aeb503-39ec-4677-9c47-4f484432634e
- Virtual International Authority File: 87276334